# Српска народна сељачка слога
Српска народна сељачка слога је била политичка странка у Краљевини Србији почетком XX века.
Дана 30. октобра 1903. организована је, a 30. октобра 1906. био је објављен и програм једне потпуно нове политичке странке која није имала везе ни са једном од постојећих политичких странака y Србији. Странка се назвала „Српска народна сељачка слога“, a настојала је да на основу свога аграрног програма постане странка широких сељачких слојева.
Програм Сељачке слоге тражио је: обезбеђење личне и имовне безбедности, збора, договора, слободу штампе, полиличку равноправност и једнакоправност y дужностима и правима, опште право гласа без цензуса, те најправичнији начин осигурања представништва мањине. Сељачка слога је тражила државно организовање пољопривредног кредита, завођење пољопривредних комора и синдиката, доношење закона о осигурању свих пољопривредника, прогресиван порески систем, укидање посредних пореза, укидање излишних надлештава, смањивање плата вишим чиновницима, те опште, бесплатно и обавезно школовање. Странка је предлагала укидање једног броја гимназија и њихово претварање y разноврсне пољопривредне и стручне школе, a све постојеће школе имале би се реорганизовати y народном духу. Истицала је даље потребу смањења судских такса, тражила ревизију постојећег законодавства, предлагала увођење конкурса за чиновничке положаје и тежила за тим да се смањи број стајаће војске.
У свом спољно-политичком програму Сељачка слога истицала је потребу ослобођења и уједињења Српства, братске везе са Црном Гором и економски савез са балканским државама.
На изборима који су извршени 1905, Сељачка слога добила је један посланички мандат. После тога времена њени представници нису били бирани за народне посланике, a ратови су потпуно омели рад и развој странке, која је стварно тек била y првој фази свога формирања.